# Uva fragola
L'uva fragola è una varietà di uva da tavola e da vino derivate dalla Vitis labrusca.

## Descrizione
Tutti i tipi di uva fragola sono caratterizzati da un sapore dolce della polpa, privo dell'aroma di moscato. Il profumo, che qualcuno asserisce essere simile alla fragola, è particolare e comunque molto penetrante, tale profumo molto intenso (detto comunemente "volpino") è comune ad altre viti americane, come il Clinton. 
La vinificazione di quest'uva ha subito limitazioni legislative in Italia già dall'inizio del XX secolo; attualmente non è consentita (In Italia ed in Europa) la commercializzazione come "Vino" dei fermentati da uve diverse dalla vinifera. 
I fermentati diversi da vinifera possono essere prodotti o commercializzati usando altri nomi (ad esempio "Fragolino") ma omettendo commercialmente la indicazione del termine "Vino", dato che tale termine è riservato esclusivamente al prodotto di fermentazione dell'uva della Vite europea (Vitis vinifera).
Tale misura è da intendersi come protettiva nei confronti della vite europea, dato che le qualità oggettive del "vino" prodotto dalla "Fragola", sono del tutto inferiori a quelle della vite europea, il problema della competizione quasi non esiste in Italia, dove in genere la possibilità della produzione di uva da vino di vinifera è ampiamente soddisfacente. 
Ciò non toglie che in distretti particolarmente inadatti (in Europa, ma anche in Italia) alla coltivazione della vinifera (umidi, piovosi, a terreno acido) la uva Fragola, con la sua elevatissima resistenza alle comuni malattie fungine, possa essere una delle sole possibili viti coltivabili, per frutta o per fermentati. La fermentazione dell'uva fragola conserva comunque un aroma molto penetrante derivato dal "volpino" che ad alcuni non è gradito.
Le foglie sono grandi, pelose nella pagina inferiore, opache e poco lobate. I tralci sono lunghi e di colore rosso. I grappoli hanno acini di media grandezza, molto ravvicinati. Si tratta di piante resistenti a molti agenti patogeni, tra i quali l'oidio, la peronospora e, marginalmente, anche la fillossera, che ne ha decretato la diffusione. Buona produttività e resistenza al gelo ed a terreni umidi.
Di norma le viti non sono innestate e si moltiplicano per talea dando origine a piante dette "a piede franco".
Come molte viti o ibridi di viti di origine americana non sopporta il terreno calcareo, che è il comune terreno da vigna europeo.

### Fraga
Varietà di uva nera. Grappoli con acini leggermente superiori alle altre varietà del gruppo e scarsa presenza di acini non portati a maturazione. Leggermente più precoce della fragola.

### Fragola
Varietà di uva nera. Introdotta in Italia intorno al 1825. Presenza di acini verdi (acinellatura) nel grappolo maturo. Ottimo sapore e possibilità di conservazione per alcuni mesi. Dalla sua vinificazione si ottiene un prodotto con bassa gradazione alcoolica, ma comunque gradevole e stabile per almeno un anno. Si raccoglie in ottobre quando il picciolo assume una colorazione rossa e si stacca facilmente dal tralcio.
È di gran lunga la varietà più diffusa fra quelle del gruppo.

### Fragola bianca
Varietà di uva bianca. Acini medio-piccoli dal sapore tendenzialmente acidulo. Buona per la vinificazione. Tende a perdere gli acini quando è matura.

### Fragola precoce
Varietà di uva nera. Matura da fine agosto e si può raccogliere fino a fine settembre. Si conserva per circa un mese. Ottima come uva da tavola grazie ai grappoli con poche imperfezioni e all'intenso profumo. A maturazione tende a perdere gli acini. Dalla sua vinificazione si ottiene una bevanda ricca di una sostanza colorante bluastra che rende difficile il lavaggio persino delle superfici metalliche. Il vino ha un sapore legnoso e inacidisce in breve tempo. Quella più pregiata si trova in Piemonte, in particolare a Suno (NO), dove si svolge anche una grande festa in suo onore.

### Fragola bianca precoce
Varietà di uva bianca. Per la maturazione e la raccolta vale quanto detto per la precedente. Il profumo è ancora più intenso ed è molto dolce. Gli acini sono molto grossi e i grappoli possono sfiorare il chilogrammo. Vinificazione sconsigliata.

### Isabella
Varietà di uva nera.(Ma esiste anche la varietà bianca). È caratterizzata da scarsa produttività e profumo poco intenso. Gli acini sono grossi e solitamente privi di imperfezioni. Il sapore è molto dolce. È di maturazione tardiva.